# Lithobius zveri
Lithobius zveri är en mångfotingart som först beskrevs av Matic och Stenzer 1977.  Lithobius zveri ingår i släktet Lithobius och familjen stenkrypare.
Artens utbredningsområde är Slovenien. Inga underarter finns listade i Catalogue of Life.